# 15 Andromedae
15 Andromedae, viết tắt 15 And, là một ngôi sao biến quang  duy nhất  ở phía bắc của chòm sao Tiên Nữ. 15 Andromedae là định danh Flamsteed, trong khi tên gọi ngôi sao biến quang của nó là V340 And. Độ lớn thị giác rõ ràng của nó là 5,55, cho thấy nó có thể nhìn thấy rõ bằng mắt thường. Khoảng cách ước tính của nó so với Trái đất là 252 năm ánh sáng và nó đang di chuyển xa hơn với vận tốc xuyên tâm là 13 km / s.
Tùy thuộc vào nguồn, ngôi sao này đã được phân loại là một ngôi sao khổng lồ với phân loại sao là A1 III, một ngôi sao theo trình tự chính loại A với một lớp A1 Va, hoặc một ngôi sao Lambda Boötis với một lớp kA1hA3mA0.5   Va +. Đó là một biến Delta Scuti thay đổi độ sáng 0,03 độ. Hai chu kỳ biến thiên, với các chu kỳ 0,0403 và 0,0449 ngày, đã được quan sát, một đặc điểm chung của các ngôi sao Lambda Boötis. Ngôi sao khoảng 130  triệu năm tuổi và có tốc độ quay cao, cho thấy tốc độ quay dự kiến là 105 km/s. Nó có khối lượng gấp 2,7 lần Mặt trời và đang tỏa ra 27 lần độ sáng của Mặt trời từ không gian quang ảnh của nó ở nhiệt độ hiệu quả 9.225   K.
Hệ thống này có lượng phát xạ hồng ngoại quá mức cho thấy sự hiện diện của một đĩa bụi quay quanh ở khoảng cách khoảng 50 AU từ ngôi sao chủ.